# Стенбок-Фермор Іван Васильович
Граф Іван Васильович Стенбок-Фермор (нар. 13 січня 1859, Санкт-Петербург — пом. 9 липня 1916, Санкт-Петербург) — російський державний і політичний діяч, депутат 3-ї Державної думи від Херсонської губернії, дворянин, дійсний статський радник (з 1901), камергер (з 1909), єгермейстер (з 1914).

## Біографічні відомості
Народився Іван Васильович 13 січня 1859. У 1878 році закінчив Олександрівський ліцей у Санкт-Петербурзі. У той же рік вступив на службу у Відділення законів державної канцелярії. 
У 1883-1895 рр. обраний почесним мировим суддею Херсонського округу. 
У 1893 році причислений до Міністерства державного майна Російської імперії чиновником особливих доручень і відряджений на Всесвітню виставку в Чикаго для влаштування сільськогосподарського і лісового відділів російського павільйону. 
З 1895 року займався дослідженням і описом упоряджених господарств Херсонської губернії. 
З 1900 року призначений чиновником особливих доручень без утримання. З 1908 — першим головою Імператорського Всеросійського аероклубу. З 1910 — членом Відділу повітряного флоту особливого комітету з посилення воєнного флоту на добровільні пожертвування.
У 1907 році обраний у 3-ю Державну думу від загального складу виборців Херсонських губернських виборчих зборів. 
З 1-ї сесії входив до складу Помірковано-правих фракцій, з 3-ї сесії — в Руську національну фракцію, з 5-ї сесії примкнув до Незалежних націоналістів. 
У 1915 обраний членом Державної ради від дворянських товариств, входив у правий центр. З 1916 — член Комісії з воєнних сухопутних і морських справ.
Помер 9 липня 1916. Похований на Казанському кладовищі у Царському селі. 

## Нагороди
- Орден Св. Станіслава 2-го ст.
- Орден Св. Анни 1-го ст.